# 第九世噶瑪巴·旺秋多傑
旺秋多傑（藏語：དབང་ཕྱུག་རྡོ་རྗེ་，威利转写：dbang phyug rdo rje，藏语拼音：Wanchuk Dorje；1556年—1603年），第九世噶瑪巴，生於藏東的崔林，為藏传佛教噶举派最高宗教領袖。

## 生平
旺秋多傑生於藏曆火龍年七月初七（西元１５５６年）的藏東崔林。出生前，旺秋多傑的母親曾夢到自己吹著一個白色的法螺；出生之時，旺秋多傑跏趺而坐三日，之後見父親向他頂禮後站起，念「嗡阿吽」後大笑。出生八日便能自由行走。
夏瑪祖古袞秋衍拉聽聞奇蹟，派遣嘉稱喇嘛前去調查噶瑪巴轉世，嘉稱發現旺秋多傑的出生地與預言信描述並無二致，而當嘉稱喇嘛抵達旺秋多傑家時，旺秋多傑這則叫著夏瑪巴，示意夏瑪巴將會來見他。 
半年後，旺秋多傑被帶往祖普寺。在途中又叫著錫度巴，預言錫度巴即將來見他。數天後，錫度祖古出現了，確認旺秋多傑即是噶瑪巴轉世，於是授予他無量壽佛的灌頂。之後旺秋多傑在祖普寺的佛像前薙髮接受沙彌戒，並由夏瑪祖古為噶瑪巴舉行坐床大典，認證旺秋多傑為第九世噶瑪巴，並在夏瑪祖古的陪伴下四處傳法。
二十四歲時，旺秋多傑自夏瑪祖古處接受了俱足戒，並研讀律藏及所有的論著。隨後夏瑪祖古返回丹薩替寺，而旺秋多傑則造訪倉地、塔西隆波、桑拉林、邱德塔瑪、和桑森多臣。後來，夏瑪祖古再度造訪祖普寺，傳授旺秋多傑完全地口傳教法。
旺秋多傑將教法遍傳全國，並恢復許多寺院的舊觀，重建了許多寺院；他也造訪西藏東南的擦里，在此禪定九個月，親見上樂金剛，時輪金剛、以及噶居派的護法，並指出擦里納佳是前往上樂金剛聖地的途徑。回程時噶瑪巴也造訪了擦里、邱桑、羅銅等地傳法，並在東左卡拉山谷示現飛行神通。精通魔法及巫術的不丹國王嘎銅聽聞此事，也邀請噶瑪巴訪問不丹。
旺秋多傑在丹薩替的帕莫寺遇見夏瑪祖古轉世－嘎汪卻吉旺秋，並正式認證他為夏瑪祖古，在達波些助林佛學院為他舉行坐床大典。之後在造訪噶居派佛學院桑格拉林時談到自己將不久於人世，他將自己轉世預言交給夏瑪祖古保存，便於藏曆水兔年一月二十八日圓寂，住世四十七歲。

## 弟子
- 覺囊巴學者兼譯師多羅那他
- 第六世夏瑪祖古　夏瑪卻吉旺秋。
- 第五世錫度祖古　錫度卻吉嘉稱。
- 第五世嘉察祖古　嘉察綽巴邱揚。
- 第三世帕渥祖古　帕渥促拉蔣措。
- 直貢噶舉卻吉仁欽南嘉
- 達龍噶舉卻吉貢瑪紮西[2]

## 著作
時輪金剛密續及密續的四種次第之註釋、毘盧遮那佛成就法、了義海、清除無明的黑暗、大手印。